# Cola (genre)
Pour l’article homonyme, voir Cola (homonymie).
Genre
Classification phylogénétique
Cola est un genre de la famille des Malvaceae (famille des Sterculiaceae selon la classification classique). C'est, entre autres, la même famille que le cacaoyer. Ces arbres produisent les noix de kola.

## Liste des espèces

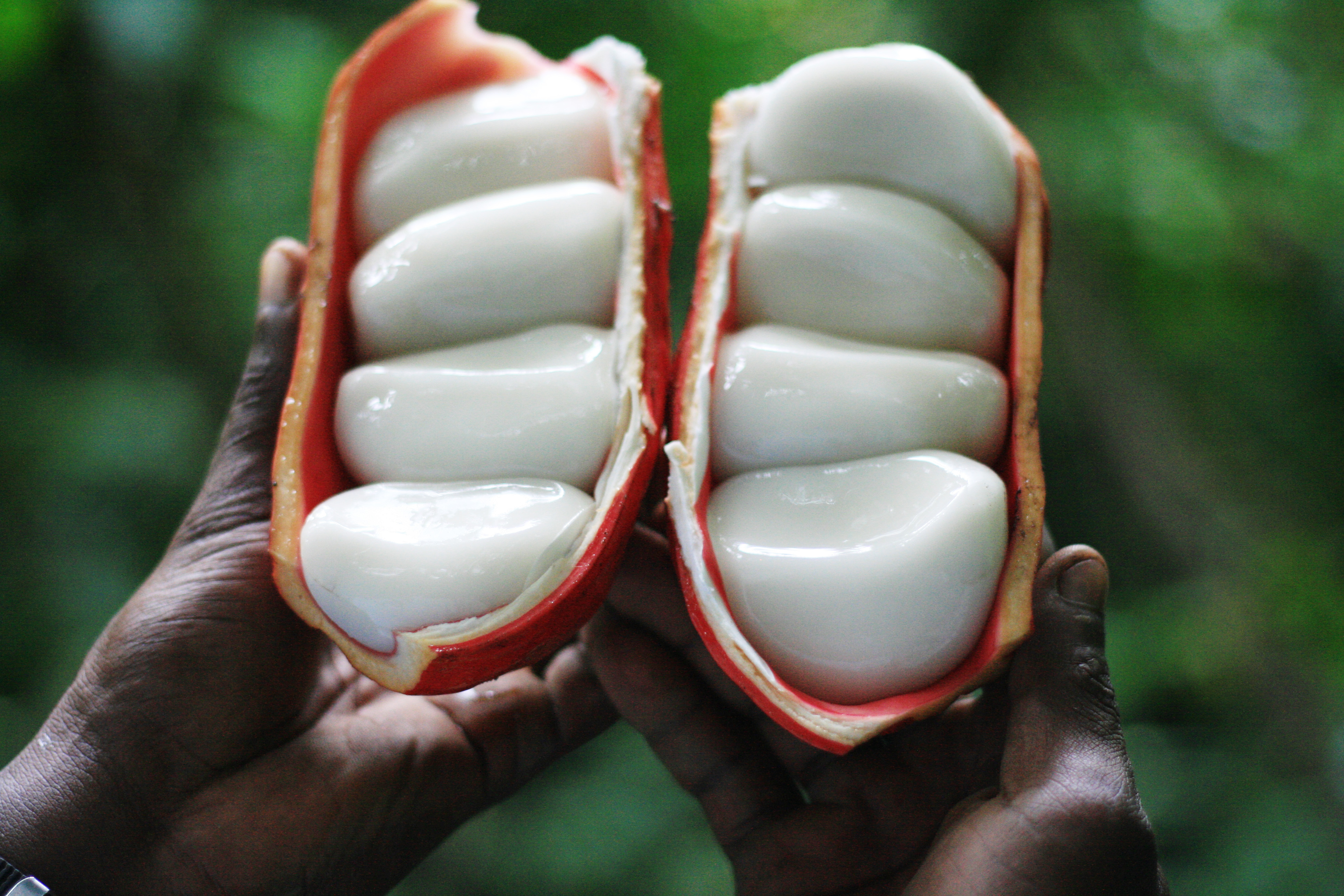
Cola pachycarpa K. Schum. ou komngoei (Cameroun).

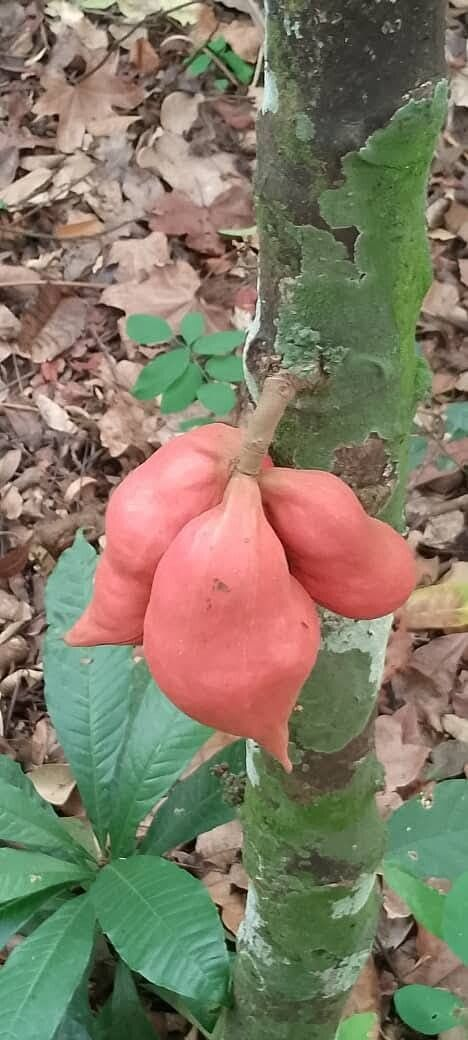
Cola bustingii

Selon le Catalogue of Life, le genre comprend les 110 espèces suivantes :
- Cola acuminata
- Cola altissima
- Cola angustifolia
- Cola anomala
- Cola argentea
- Cola attiensis
- Cola baldwinii
- Cola ballayi
- Cola boxiana
- Cola brevipes
- Cola bruneelii
- Cola buesgenii
- Cola buntingii
- Cola cabindensis
- Cola caricifolia
- Cola cauliflora
- Cola cecidiifolia
- Cola chlamydantha
- Cola chlorantha
- Cola clavata
- Cola coccinea
- Cola congolana
- Cola cordifolia
- Cola crispiflora
- Cola digitata
- Cola discoglypremnophylla
- Cola diversifolia
- Cola duparquetiana
- Cola edeensis
- Cola fibrillosa
- Cola ficifolia
- Cola flaviflora
- Cola flavovelutina
- Cola gabonensis
- Cola gigantea
- Cola gigas
- Cola gilletii
- Cola glabra
- Cola glaucoviridis
- Cola greenwayi
- Cola griseiflora
- Cola heterophylla
- Cola hispida
- Cola hypochrysea
- Cola kimbozensis
- Cola lasiantha
- Cola lastoursvillensis
- Cola lateritia
- Cola laurifolia
- Cola lepidota
- Cola letestui
- Cola letouzeyana
- Cola liberica
- Cola lissachensis
- Cola lizae
- Cola lomensis
- Cola lourougnonis
- Cola louisii
- Cola lukei
- Cola mahoundensis
- Cola marsupium
- Cola mayimbensis
- Cola mayumbensis
- Cola megalophylla
- Cola metallica
- Cola millenii
- Cola minor
- Cola mossambicensis
- Cola mosserayana
- Cola nana
- Cola natalensis
- Cola ndongensis
- Cola nigerica
- Cola nitida
- Cola noldeae
- Cola obtusa
- Cola octoloboides
- Cola pachycarpa
- Cola philipi-jonesii
- Cola pierlotii
- Cola porphyrantha
- Cola praeacuta
- Cola pseudoclavata
- Cola pulcherrima
- Cola quentinii
- Cola reticulata
- Cola rhynchophylla
- Cola ricinifolia
- Cola rondoensis
- Cola rostrata
- Cola ruawaensis
- Cola scheffleri
- Cola sciaphila
- Cola selengana
- Cola semecarpophylla
- Cola simiarum
- Cola stelechantha
- Cola subglaucescens
- Cola suboppositifolia
- Cola sulcata
- Cola tessmannii
- Cola triloba
- Cola tsandensis
- Cola uloloma
- Cola umbratilis
- Cola urceolata
- Cola usambarensis
- Cola vandersmisseniana
- Cola welwitschii
- Cola verticillata

## Autres espèces
Tropicos en dénombre 169, dont :
- Cola bipindensis